# Arlette Laguiller
Arlette Laguiller, née le 18 mars 1940 à Paris, est une femme politique française d'extrême gauche.
Militante syndicale d'inspiration trotskiste, elle intègre la direction de Lutte ouvrière (LO), dont elle devient porte-parole en 1973.
En 1974, elle est la première femme à se présenter à une élection présidentielle sous la Cinquième République. Six fois candidate entre 1974 et 2007 avec des scores allant de 1,3 à 5,7 % des voix, elle détient à ce jour le record du nombre de candidatures présidentielles en France.
Connue pour son adresse traditionnelle « travailleuses, travailleurs », elle représente son parti à de nombreuses autres élections. Elle est conseillère municipale des Lilas (Seine-Saint-Denis) de 1995 à 2001, conseillère régionale d'Île-de-France de 1998 à 2004 et députée européenne de 1999 à 2004.

## Situation personnelle

### Famille et vie privée
Arlette Yvonne Laguiller naît le 18 mars 1940 dans le 14e arrondissement de Paris.
Elle est issue d’une famille modeste vivant aux Lilas (alors dans le département de la Seine, aujourd'hui Seine-Saint-Denis). Pendant la Seconde Guerre mondiale, alors que sa fille est âgée de trois mois, sa mère part s'installer à Clermont-Ferrand afin de se rapprocher de son mari, qui sert dans l’armée française lorsqu’il est fait prisonnier, avant d’être libéré pour des raisons sanitaires en 1942. Arlette Laguiller passe deux ans chez sa famille maternelle, dans l’Oise. Après le conflit, elle retourne avec sa famille aux Lilas, où elle vit dans un pavillon d'une pièce cuisine.
Avant la guerre, son père, Louis Laguiller, est employé d'assurance. Après sa libération, alors que sa santé reste fragile, il travaille comme manœuvre dans différentes places de travail, mais est principalement au chômage. Séminariste avant de devenir athée, il se définit comme anarchiste et milite à l’Association républicaine des anciens combattants (proche de la SFIO et du Parti communiste français). À sa fille, il transmet son goût pour la lecture et la discussion politique. Sa mère, Suzanne Janin, est secrétaire puis sans emploi. C’est ainsi principalement grâce aux prestations sociales que vit le foyer,.
Pendant son enfance, elle s'occupe de ses deux frères cadets, nés en 1947 et 1949, notamment en raison de la santé fragile de ses parents. Sous l'influence de sa mère, catholique, elle suit des cours de catéchisme et fait sa première communion, sans toutefois avoir de croyances religieuses.
Elle quitte le domicile familial à 23 ans, part vivre dans le 18e arrondissement de Paris, puis revient habiter aux Lilas. Elle reste officiellement célibataire.

### Formation et carrière
En septembre 1956, à 16 ans, après avoir obtenu le BEPC au collège d'enseignement général des Lilas, elle commence à travailler au Crédit lyonnais. Elle est stagiaire pendant trois mois comme dactylographe, avant de devenir mécanographe dans une agence située place Jules-Joffrin, dans le 18e arrondissement de Paris. Elle échoue peu après au concours d’entrée à l'école normale primaire.

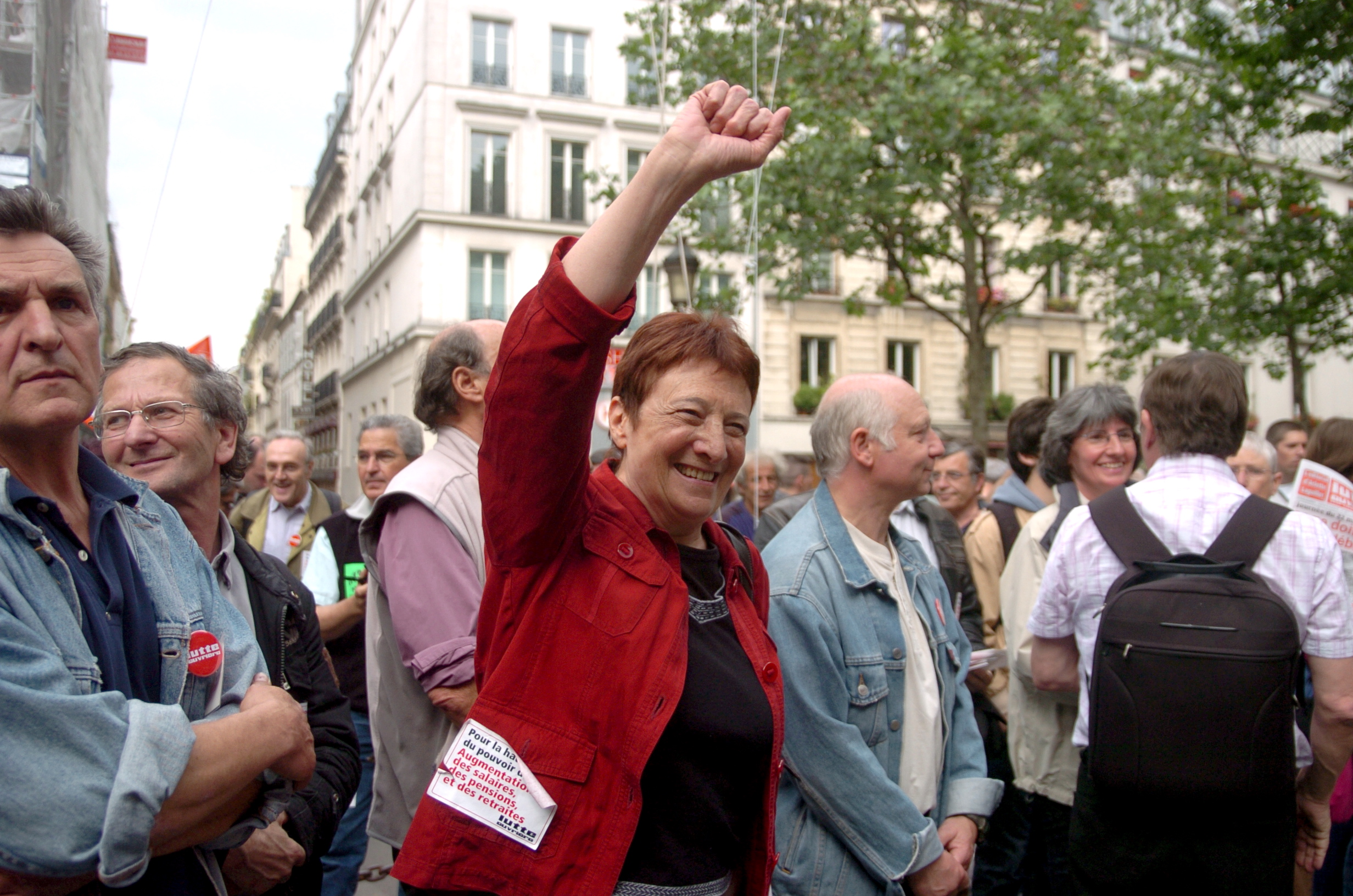
Arlette Laguiller lors d'une manifestation contre la réforme des retraites, en 2008.

En 1957, alors qu'elle n'est pas encore en CDI, elle ne prend pas part à la grève (sur conseil de ses collègues) qui a lieu au sein du Crédit lyonnais. En 1963, elle obtient sa mutation au siège central, boulevard des Italiens (2e arrondissement), où elle est affectée en tant qu'employée dactylographe au service des crédits immobiliers. Elle y crée une section syndicale et lance des publications au succès limité. En 1971, elle est détachée à la permanence syndicale de Force ouvrière de la banque et rattachée au service du personnel. Elle est fréquemment élue déléguée du personnel ainsi que membre du comité d’établissement et du comité d'hygiène, de sécurité et des conditions de travail,.
Arlette Laguiller travaille à mi-temps à partir de 1996 et part en préretraite l’année suivante. Elle prend sa retraite en 2000.

## Parcours politique

### Débuts militants
Au milieu des années 1950, elle se crée ses premières convictions avec l'insurrection de Budapest — qui marque selon elle les dérives du stalinisme —, l'opération Mousquetaire — elle y voit la marque du capitalisme et de l'impérialisme — et la guerre d'Algérie — elle se dit révoltée par l’attitude de la France. Elle est principalement influencée par un employé du Crédit Lyonnais, syndicaliste et membre de la SFIO.
Lectrice de L'Humanité, elle est d'abord proche du Parti communiste français (PCF), dont elle déplore cependant un engagement trop timide en faveur de l'indépendance de l'Algérie. Elle effectue sa première action militante le 27 octobre 1960, en prenant part à une manifestation anti-guerre d’Algérie organisée à Paris par l'UNEF et le Parti socialiste unifié (PSU). Après la répression de la manifestation, qui avait été interdite par le préfet de la Seine, Arlette Laguiller adhère à la section des Lilas du PSU, dont elle prend rapidement la tête, et rejoint la tendance socialiste-révolutionnaire de Michel Lequenne. Elle fait alors du démarchage dans les HLM et distribue l’hebdomadaire du parti, Tribune socialiste,. Elle participe à la manifestation de Charonne en 1962, dont la répression par la police fait neuf morts.
Développant à partir de 1961 des idées trotskistes (définies dans le Programme de transition), elle quitte le PSU l'année suivante pour rejoindre l'organisation trotskiste et titre de presse Voix ouvrière (VO). Toujours en 1961, elle intègre la Confédération générale du travail (CGT), où elle assure les tâches administratives et tente d’accroître les liens entre les différentes entités du Crédit lyonnais. Élue déléguée du personnel et membre du comité d’établissement en 1963, elle est cooptée au bureau et au secrétariat CGT du Crédit lyonnais. Mais elle finit par être écartée du mouvement en 1965, après qu'elle a réclamé une augmentation des salaires uniformes — et non en pourcentages, comme le demandait la CGT — et en raison de son engagement trotskiste.
Le 20 mai 1968, avec vingt autres employés, Arlette Laguiller conduit la grève dans son établissement du Crédit lyonnais, dont elle participe à l’occupation le même jour. Le mouvement dure deux semaines, les salariés votant finalement pour la reprise du travail après avoir obtenu plusieurs avantages (hausse du SMIG, des droits syndicaux, etc.). Arlette Laguiller prend également part aux manifestations du Quartier latin. Elle intègre alors le syndicat Force ouvrière (FO), dont elle devient déléguée syndicale.

### Premières campagnes
Après Mai 68, Voix ouvrière et d’autres organisations d'extrême gauche sont dissoutes par décret présidentiel. Mais le mouvement se reconstitue aussitôt sous le nom de son journal, rebaptisé Lutte ouvrière (LO). Arlette Laguiller intègre en 1969 le comité central et le comité exécutif de la formation, qui gagne en militants et multiplie les bulletins d’entreprise.
Elle brigue son premier mandat électoral lors des élections municipales de 1971 : à la tête de la liste « Paris aux travailleurs » présentée par LO et le PSU dans le 18e arrondissement de Paris, elle réunit 2,5 % des suffrages. Dans le cadre de la campagne des élections législatives de 1973, elle est choisie, à 32 ans, pour être porte-parole nationale de Lutte ouvrière, ce qui lui permet de réaliser ses premières interventions télévisées. Le parti présente au premier tour quelque 170 candidats, tous ouvriers ou employés ; Arlette Laguiller se présente dans une circonscription du 18e arrondissement de Paris. Ayant obtenu des scores modestes, le parti appelle à voter pour les candidats communistes ou socialistes au second tour.
Désignée en février 1974 présidente d'un comité de grève — dont elle est à l'origine — au service « portefeuilles-banque » du Crédit lyonnais, elle parvient à étendre le mouvement de protestation à l'ensemble de l'établissement puis à tout le secteur bancaire. Elle devient porte-parole des différents comités de grève élus dans ce cadre. À l'issue d'une occupation des locaux de dix semaines, la contestation prend fin le 10 avril avec la satisfaction des demandes des grévistes.

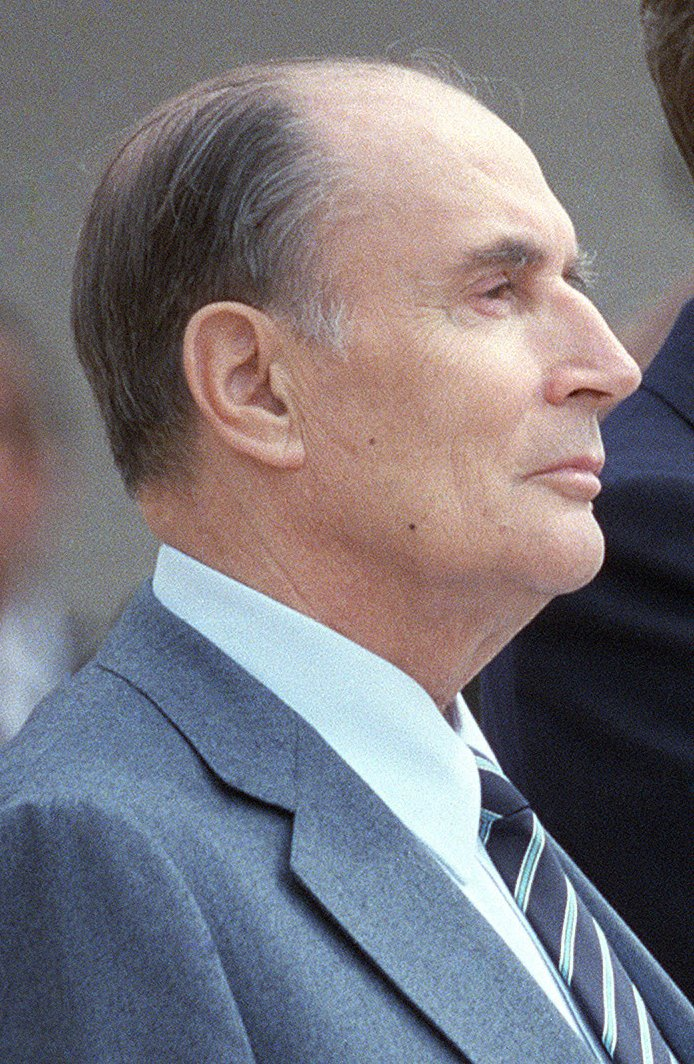
François Mitterrand, auquel Arlette Laguiller apporte son soutien, avec des réserves, au second tour des élections présidentielles de 1974 et 1981, avant d'appeler à voter blanc.

En avril 1974, alors inconnue du grand public, elle devient la première femme à se présenter à une élection présidentielle en France. Pendant la campagne, elle dénonce le statut de la femme dans la société — mentionnant notamment leurs conditions de travail, des inégalités de revenus salariaux avec les hommes et l’interdiction de l’interruption volontaire de grossesse. Elle critique les grands partis de gauche, qu’elle voit comme opportunistes et trop timorés. À l’issue du premier tour, avec 2,33 % des suffrages exprimés, elle arrive en cinquième position (sur douze candidats). En vue du second tour, déclarant que « les voix de l'extrême gauche font partie des voix de la gauche », avec des réserves, elle soutient François Mitterrand face à Valéry Giscard d'Estaing. Les sondages indiquent que deux tiers de ses électeurs soutiennent le candidat socialiste et un quart le candidat de droite.
Lors des élections législatives de 1978, elle fait partie des 470 candidats de LO, Arlette Laguiller se présentant dans la 4e circonscription du Puy-de-Dôme (Thiers-Ambert), où elle obtient 8,4 % des suffrages. Aux élections européennes de l’année suivante, sa liste d’alliance avec la Ligue communiste révolutionnaire (LCR) d’Alain Krivine réunit 3,1 % des suffrages. Étant parvenue à réunir les nouveaux 500 parrainages requis pour se présenter l’élection présidentielle de 1981, elle recueille 2,30 %. Comme en 1974, elle appelle à voter pour François Mitterrand au second tour.
Candidate dans la sixième circonscription de la Seine-Saint-Denis au scrutin législatif anticipé qui fait suite à l’élection de François Mitterrand, Arlette Laguiller obtient 2,3 % des voix. Elle se présente ensuite comme tête de liste aux municipales de 1983 (4,4 %), aux européennes de 1984 (2,1 %) et aux législatives de 1986 en Seine-Saint-Denis.[réf. souhaitée]
À l’élection présidentielle de 1988, elle obtient son moins bon score depuis sa première candidature quatorze ans plus tôt : 1,99 % des suffrages exprimés, arrivant ainsi en avant-dernière position, devant Pierre Boussel du Mouvement pour un parti des travailleurs (0,38 %). Contrairement aux fois précédentes, elle ne donne pas de consigne de vote pour le second tour.

### Ascension électorale
Lors du référendum sur le traité de Maastricht (20 septembre 1992), Arlette Laguiller appelle à l'abstention.
La Parti communiste français précise : 
"En 1992, lors du référendum sur le traité de Maastricht, Arlette Laguiller a choisi de s'abstenir, ce qui a fait passer le traité de Maastricht. Dans les moments compliqués, où il faut que le clivage gauche-droite s'affirme, il y a des hésitations chez les trotskistes. Ils sont assez à l'aise dans la protestation, ils séduisent certainement, et c'est tout à fait respectable ; mais quand il s'agit de passer au concret et de s'attaquer réellement au capital, ils hésitent."
https://www.lemonde.fr/archives/article/2001/06/12/la-difference-entre-arlette-laguiller-et-nous-c-est-que-nous-ne-nous-arretons-pas-a-la-protestation_4205132_1819218.html
Lors des élections municipales de 1995 aux Lilas, la liste qu’elle conduit rallie les suffrages de 15,6 % des électeurs s’étant exprimés, ce qui lui permet d’être élue au conseil municipal avec un colistier.

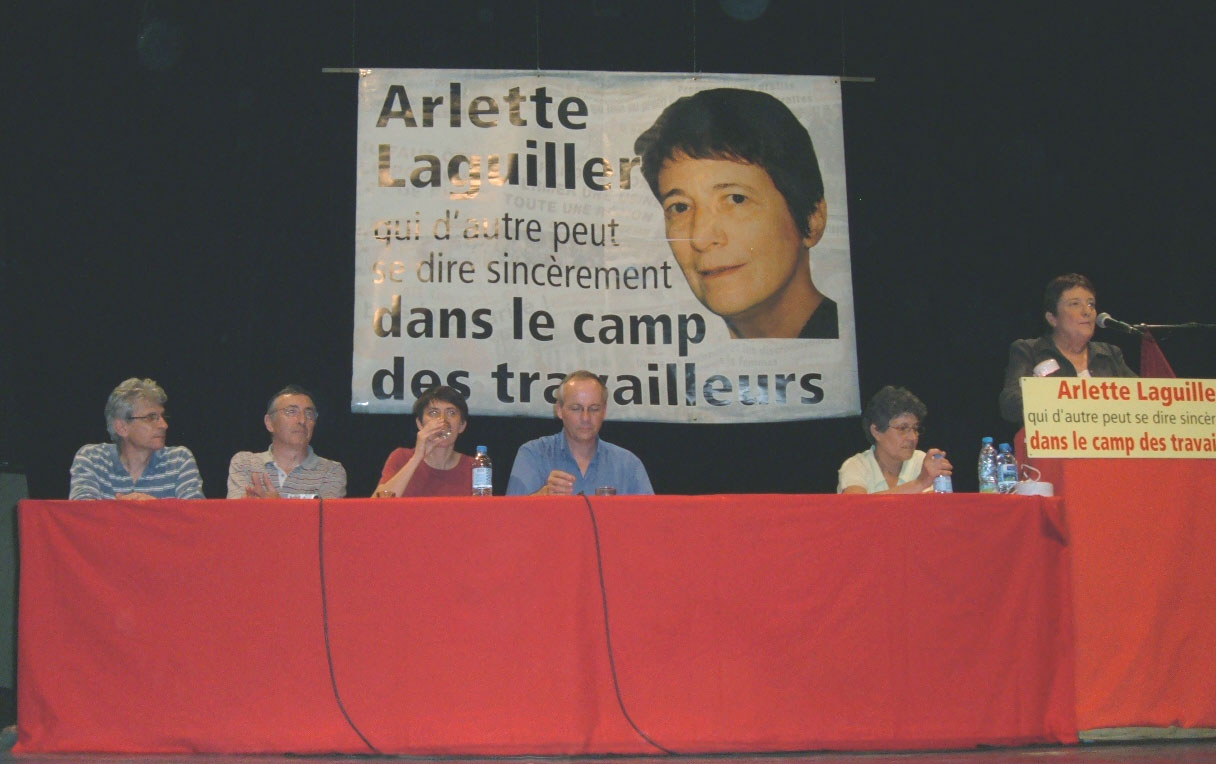
Arlette Laguiller tenant une réunion publique à Lyon pendant la campagne présidentielle de 2007.

De nouveau candidate de Lutte ouvrière à l’Élysée, elle réunit 5,30 % en 1995, 5,72 % en 2002 et 1,33 % en 2007. En 1995, elle ne donne pas de consigne de vote au second tour pour « ne pas cautionner la politique des gouvernements de gauche », estimant que la politique de la gauche au gouvernement « avait suffisamment démontré que les travailleurs n'avaient rien à attendre du Parti socialiste au pouvoir ». En 2002, elle refuse d'appeler à voter pour Jacques Chirac contre Jean-Marie Le Pen lors du second tour de l'élection présidentielle. Elle appelle à soutenir Ségolène Royal en 2007.
Arlette Laguiller détient le record du nombre de candidatures (six consécutives) à une élection présidentielle française.
Elle brigue à nouveau un mandat de députée dans la sixième circonscription de la Seine-Saint-Denis, détenue par le socialiste Claude Bartolone, à l’occasion des élections législatives de 1997. Concurrencée par un candidat de la LCR et un du Parti des travailleurs, elle arrive en cinquième position du premier tour avec 8,1 % des suffrages exprimés.

### Conseillère régionale
Lors des élections régionales de 1998, elle est élue en Île-de-France avec deux autres colistiers de ses listes LO, qui rassemblent 4,1 % des suffrages au niveau régional et 6,8 % en Seine-Saint-Denis, où elle était tête de liste. Candidate à la présidence de l’assemblée, elle recueille quatre voix au deuxième tour et trois au troisième tour, alors que le socialiste Jean-Paul Huchon l’emporte,. Elle perd son mandat régional aux élections de 2004, après que sa liste d’union LO-LCR a obtenu 3,99 % des voix au premier tour.

### Députée européenne

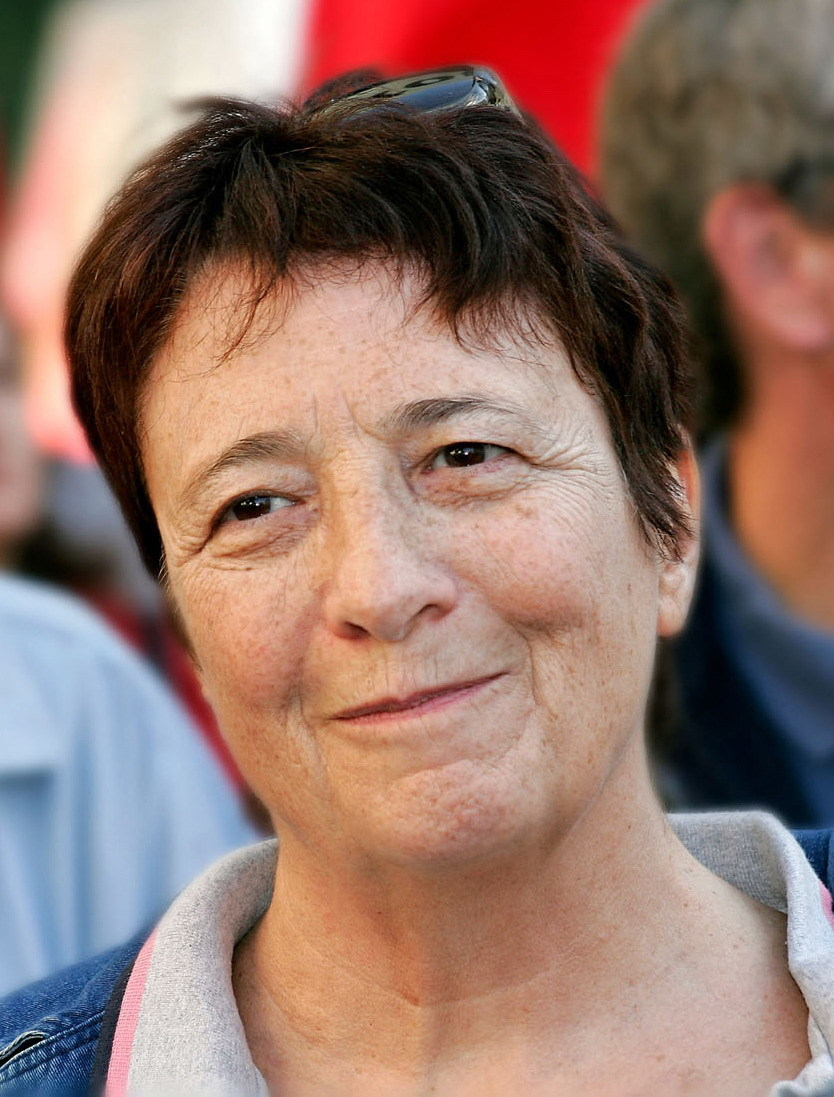
Arlette Laguiller en 2005.

Régulièrement tête de liste aux élections européennes (avec des scores allant de 3,1 % en 1979 à 1,4 % en 1989), Arlette Laguiller est élue députée européenne en 1999, la liste LO-LCR qu’elle conduisait ayant obtenu 5,2 % des suffrages. Elle devient ainsi parlementaire avec deux autres membres de son parti et deux adhérents de la LCR.
Au Parlement européen, elle siège au sein du groupe de la Gauche unitaire européenne/Gauche verte nordique (GUE/NGL) et de la commission de l'emploi et des affaires sociales. Elle intervient contre les mécanismes capitalistes et la loi du marché, contre la diminution des salaires et des minima sociaux. En janvier 2000, elle fait partie des députés européens qui empêchent l'adoption d'une résolution visant à permettre l'étude de la faisabilité d'une taxation des flux financiers (« taxe Tobin »), arguant du fait qu'il faut détruire le système capitaliste et non le réformer,,.
Lors des élections européennes de 2004, elle se présente en deuxième position sur la liste conduite en circonscription Île-de-France par Olivier Besancenot, porte-parole de la LCR. La liste recueille 2,78 % des suffrages exprimés et n’obtient aucun élu, ce qui conduit Arlette Laguiller à quitter le Parlement européen.

### Retrait
Lorsque Lutte ouvrière l’investit candidate à l'élection présidentielle de 2007, Arlette Laguiller déclare qu'il s’agira de sa dernière campagne présidentielle. Elle indique qu'une jeune militante de LO lui succédera la fois suivante, affirmant qu'« il y a tout un vivier de jeunes femmes à LO qui peuvent jouer ce rôle ».

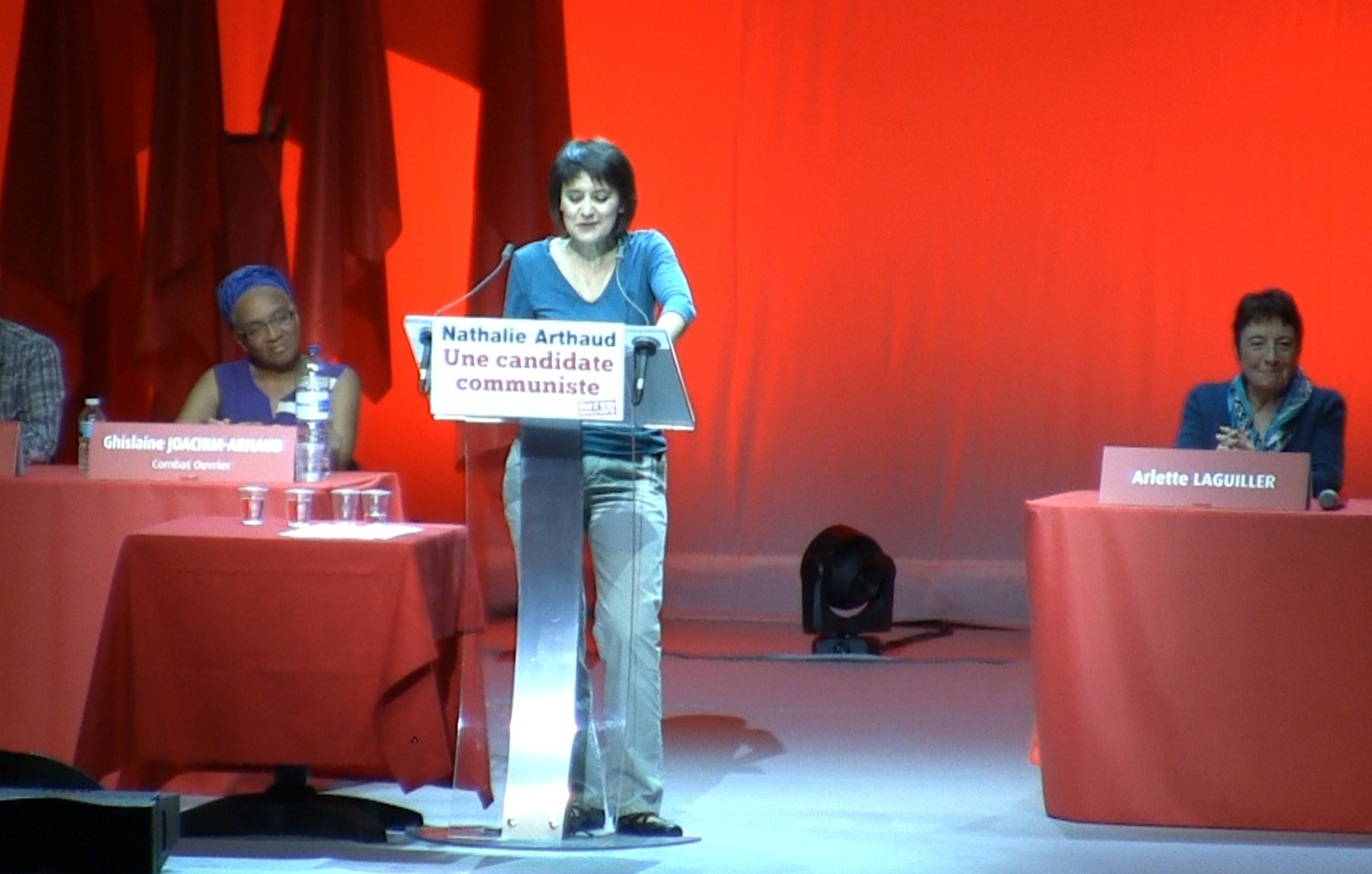
Arlette Laguiller derrière Nathalie Arthaud, qui lui a succédé au porte-parolat de Lutte ouvrière, en 2012.

Libération précise alors : « L'évocation de la succession d'Arlette Laguiller montre que LO poursuit son évolution, certes à pas comptés. En 2003, ce parti, qui fonctionne sur le modèle d'un parti léniniste homologué 1917 et a toujours entretenu un certain secret autour de ses débats internes et de ses cadres les plus élevés, présentait officiellement deux nouveaux entrants au bureau politique. Des jeunes. Un rajeunissement destiné à contrer l'effet Besancenot, raillaient alors les détracteurs du parti. Quelque temps après, c'était au tour de Robert Barcia, alias « Hardy », fondateur et figure historique de Lutte ouvrière, jusque-là resté dans l'anonymat, de se dévoiler dans un livre d'entretiens. »
Arlette Laguiller quitte sa fonction de porte-parole de Lutte ouvrière le 8 décembre 2008, Nathalie Arthaud, une enseignante de 38 ans, lui succédant.
Depuis, elle se tient très en retrait du débat public, mais participe à des rassemblements de son parti.

## Prises de position
D'extrême gauche (elle revendique cette étiquette), trotskiste et se définissant comme « communiste révolutionnaire », elle critique le Parti communiste français en raison de son stalinisme, de ses ralliements systématiques au Parti socialiste et de ses participations au gouvernement au côté de celui-ci,. Elle affirme que les travailleurs ne peuvent « compter ni sur la droite, ouvertement au service du grand patronat, ni sur la gauche, hypocritement servile envers lui ».

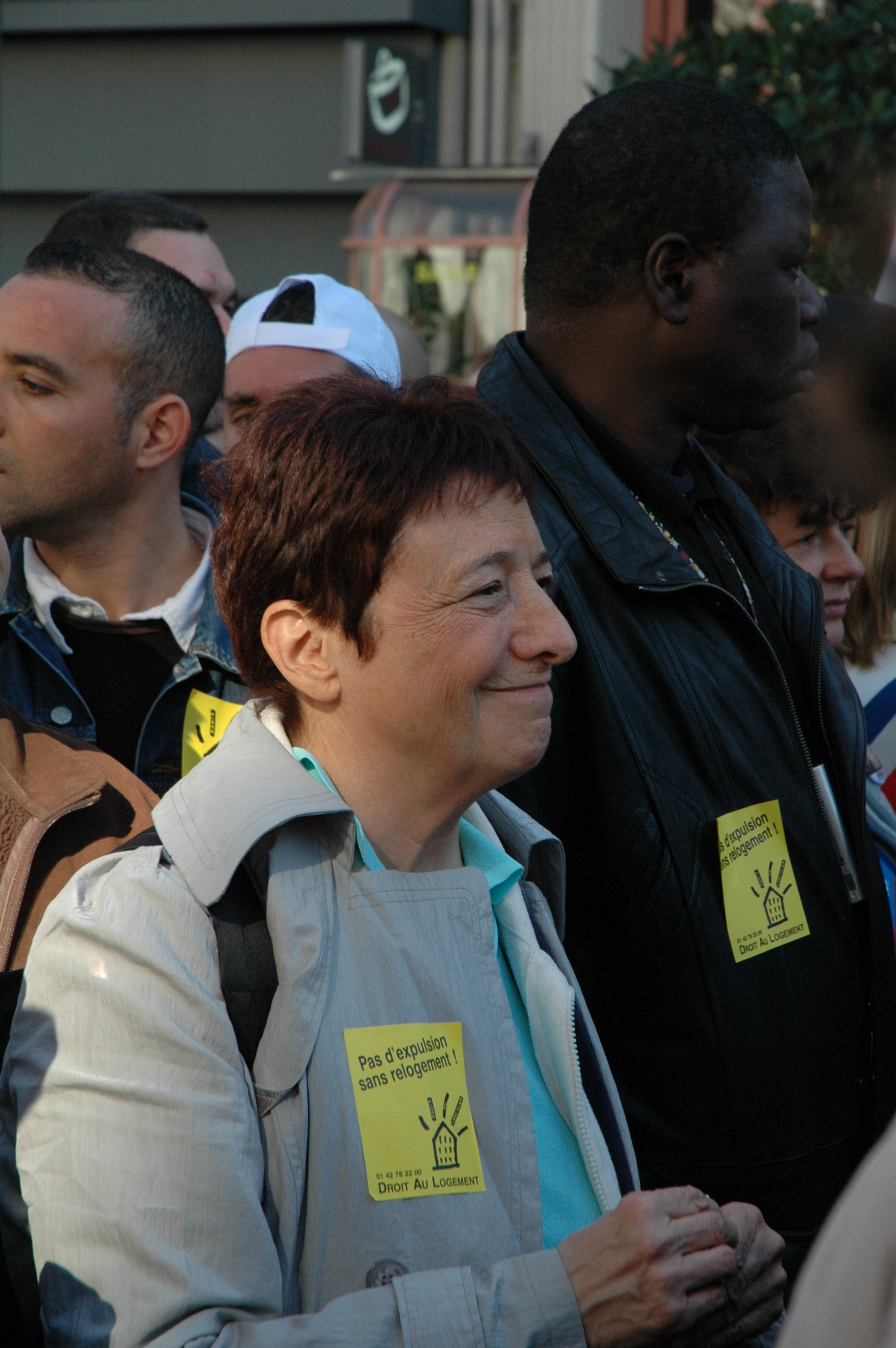
Arlette Laguiller lors d'une marche pour le droit au logement (2007).

Arlette Laguiller met l'accent sur les questions économiques et sociales. Elle défend l'interdiction des licenciements dans les entreprises qui font des bénéfices, le prélèvement des profits des entreprises pour créer des emplois, l'augmentation des salaires, la levée du secret bancaire et du secret commercial, la construction de nombreux logements sociaux.
Elle défend des positions féministes. En 1973, elle prend part à la fondation du Mouvement pour la liberté de l'avortement et de la contraception (MLAC), dont elle intègre le bureau national en tant que représentante de Lutte ouvrière. En 1978, sollicitée par Gisèle Halimi, elle témoigne au procès de l'affaire Tonglet-Castellano, du nom de deux femmes belges violées quatre ans plus tôt. Cette position contraste avec celle de Lutte ouvrière, dont le discours est axé sur la seule « révolution prolétarienne ».

## Fonctionnement de LO
Des médias et analystes soulignent que Lutte ouvrière fonctionne comme une organisation secrète, presque sectaire, sans direction, et impose l'utilisation de pseudonymes, Arlette Laguiller étant elle-même appelée « camarade Bizet »,, qu'elle choisit en hommage au compositeur Georges Bizet.

## Détail des mandats et fonctions
- 1973 – 8 décembre 2008 : porte-parole de Lutte ouvrière
- juin 1995 – mars 2001 : conseillère municipale des Lilas (Seine-Saint-Denis)
- 23 mars 1998 – 28 mars 2004 : conseillère régionale d'Île-de-France
- 20 juillet 1999 – 19 juillet 2004 : députée européenne

## Résultats électoraux

### Élections présidentielles
| Année | Parti     | Parti | Premier tour | Premier tour | Premier tour |
| Année | Parti     | Parti | Voix         | %            | Rang         |
| ----- | --------- | ----- | ------------ | ------------ | ------------ |
| 1974  |           | LO    | 595 247      | 2,33         | 5e           |
| 1981  | 668 057   | LO    | 2,30         | 6e           |              |
| 1988  | 606 017   | LO    | 1,99         | 8e           |              |
| 1995  | 1 615 552 | LO    | 5,30         | 6e           |              |
| 2002  | 1 630 045 | LO    | 5,72         | 5e           |              |
| 2007  | 487 857   | LO    | 1,33         | 9e           |              |

### Élections européennes
| Année | Parti                     | Parti  | Position                | Unique tour | Unique tour |
| Année | Parti                     | Parti  | Position                | %           | Élus        |
| ----- | ------------------------- | ------ | ----------------------- | ----------- | ----------- |
| 1979  |                           | LO-LCR | Tête de liste nationale | 3,08        | 0 / 81      |
| 1984  |                           | LO     | Tête de liste nationale | 2,07        | 0 / 81      |
| 1989  | 1,43                      | LO     | Tête de liste nationale | 0 / 81      |             |
| 1994  | 2,27                      | LO     | Tête de liste nationale | 0 / 87      |             |
| 1999  |                           | LO-LCR | Tête de liste nationale | 5,18        | 5 / 87      |
| 2004  | Deuxième en Île-de-France | LO-LCR | 2,78                    | 0 / 14      |             |

### Élections législatives
| Année | Parti                      | Parti | Circonscription   | Premier/unique tour | Premier/unique tour |
| Année | Parti                      | Parti | Circonscription   | %                   | Rang                |
| ----- | -------------------------- | ----- | ----------------- | ------------------- | ------------------- |
| 1978  |                            | LO    | 4e du Puy-de-Dôme | 8,41                | 4e                  |
| 1981  | 6e de la Seine-Saint-Denis | LO    | 3,76              | 4e                  |                     |
| 1993  | 6e de la Seine-Saint-Denis | LO    | 3,91              | 6e                  |                     |
| 1997  | 6e de la Seine-Saint-Denis | LO    | 8,05              | 5e                  |                     |

### Élections régionales
| Année | Parti | Parti  | Tête de liste régionale | Premier/unique tour | Premier/unique tour | Premier/unique tour |
| Année | Parti | Parti  | Tête de liste régionale | %                   | Rang                | Élus                |
| ----- | ----- | ------ | ----------------------- | ------------------- | ------------------- | ------------------- |
| 1998  |       | LO     | Île-de-France           | 4,12                | 5e                  | 3 / 209             |
| 2004  |       | LO-LCR | Île-de-France           | 3,99                | 6e                  | 0 / 209             |

## Publications
- Moi, une militante : entretiens avec Max Chaleil, Paris, Stock, coll. « Témoigner », 1974 (réimpr. 1974, éd. J’ai lu), 164 p. (BNF 35226788, lire en ligne).
- Une travailleuse révolutionnaire dans la campagne présidentielle, éd. Lutte ouvrière, 1974.
- Il faut changer le monde, éd. Lutte ouvrière, 1980 (réimpr. 1988).
- Le communisme est toujours l'avenir du monde, éd. Lutte ouvrière, 1992.
- L'avenir de l'humanité, c'est le communisme, éd. Lutte ouvrière, 1993.
- C'est toute ma vie : une femme dans le camp des travailleurs, Paris, Plon, 1996.
- Actualité du communisme face à la mondialisation capitaliste, éd. Lutte ouvrière, 1997.
- Paroles de prolétaires : réponses des travailleurs eux-mêmes à ceux qui prétendent que la classe ouvrière n'existe plus, Paris, Plon, 1999.
- Mon communisme, Paris, Plon, 2002.
- Toujours militante, Les bons caractères, coll. « Souvenirs de militants ouvriers », mars 2021, 200 p. (ISBN 9782915727760).

## Hommage
- En 1993, Alain Souchon lui dédie la chanson Arlette Laguiller, dans l'album C'est déjà ça.